# Ever Changing Times
Ever Changing Times is het vijfde muziekalbum van Steve Lukather; het is zijn eerste studioalbum dat van hem verscheen sinds hij te kennen heeft gegeven Toto te verlaten. Voor de muziek maakte het weinig verschil; de muziek ligt in het verlengde van Toto, is soms iets steviger en soms weer iets jazzier, richting Steely Dan. Het album is opgenomen in de Steakhouse Studios in Noord Hollywood met een waslijst aan gastmusici waaronder ook een aantal (ex-)leden van Toto.

## Musici
- Steve Lukather – gitaar, zang
- Trev Lukather - gitaren, riffgitaar op compositie 4, achtergrondzang op compositie 3 en 6
- Tina Lukather - achtergrondzang, ooh's en gelach
- Abe Laboriel Jr. – slagwerk
- John Pierce – basgitaar op compositie 1
- Leland Sklar - basgitaar op compositie 2, 3, 5-9
- Phil Soussan - basgitaar op compositie 4
- Steve Weingart – synthesizer op compositie 7, synthesizer solo op compositie 9
- Jeff Babko – toetsinstrumenten op compositie 1-10
- Randy Goodrum - synthesizers op compositie 1, 2, 5 en 10
- Steve Porcaro - toetsinstrumenten, orkestratie, arrangement op compositie 11
- Greg Mathieson – hammondorgel op compositie 6 en 7
- Steve Macmillan - aanvullende synthesizers op compositie 1, 3, 5 en 9
- Olle Romo - synthesizers op compositie 8
- Jyro Xhan - synthesizers, sfeergeluiden op compositie 1
- Joseph Williams - achtergrondzang op compositie 1, 3, 6, 8 en 9
- Bill Champlin - achtergrondzang op compositie 6 en 10
- Bernard Fowler - achtergrondzang op compositie 3 en 6
- Sharolette Gibson - achtergrondzang op compositie 6
- Lenny Castro – percussie op compositie 2, 6-10

## Composities
1. "Ever Changing Times" (Steve Lukather, Randy Goodrum) - 5:29
2. "The Letting Go" (Steve Lukather, Randy Goodrum) - 5:52
3. "New World" (Steve Lukather, Trevor Lukather, Randy Goodrum) - 4:32
4. "Tell Me What You Want From Me" (Steve Lukather, Trevor Lukather, Phil Soussan) - 5:13
5. "I Am" (Steve Lukather, Randy Goodrum) - 3:15
6. "Jammin' With Jesus" (John Sloman administered by Steve Lukather) - 5:55
7. "Stab in the Back" (Steve Lukather, Randy Goodrum) - 5:59
8. "Never Ending Nights" (Steve Lukather, Randy Goodrum) - 5:35
9. "Ice Bound" (Steve Lukather, Randy Goodrum) - 4:19
10. "How Many Zeros" (Steve Lukather, Jeff Babko, Stan Lynch) - 4:33
11. "The Truth" (Steve Lukather featuring Steve Porcaro) - 3:50

## Hoeslink
- hoes

## Hitnotering
| "Ever Changing Times" in de Nederlandse Album Top 100 - binnen: 01-03-2008 | "Ever Changing Times" in de Nederlandse Album Top 100 - binnen: 01-03-2008 | "Ever Changing Times" in de Nederlandse Album Top 100 - binnen: 01-03-2008 | "Ever Changing Times" in de Nederlandse Album Top 100 - binnen: 01-03-2008 | "Ever Changing Times" in de Nederlandse Album Top 100 - binnen: 01-03-2008 | "Ever Changing Times" in de Nederlandse Album Top 100 - binnen: 01-03-2008 | "Ever Changing Times" in de Nederlandse Album Top 100 - binnen: 01-03-2008 |
| Week                                                                       | 01                                                                         | 02                                                                         | 03                                                                         |                                                                            | 04                                                                         |                                                                            |
| -------------------------------------------------------------------------- | -------------------------------------------------------------------------- | -------------------------------------------------------------------------- | -------------------------------------------------------------------------- | -------------------------------------------------------------------------- | -------------------------------------------------------------------------- | -------------------------------------------------------------------------- |
| Nummer                                                                     | 39                                                                         | 70                                                                         | 98                                                                         | uit                                                                        | 98                                                                         | uit                                                                        |